# 李庸澈
李 庸澈（リ・ヨンチョル、朝鮮語: 리용철、1967年 - ）は、朝鮮民主主義人民共和国の政治家。金日成社会主義青年同盟中央委員会第一書記、最高人民会議常任委員会委員、朝鮮労働党中央委員会委員などを歴任した。

## 経歴
1967年にリ・ファソン朝鮮労働党組織指導部副部長の子として生まれる。金日成総合大学卒業。2007年12月に金日成社会主義青年同盟中央委員会第一書記に任命された。2009年3月9日に実施された最高人民会議第12期代議員選挙で代議員に選出され、4月9日に開催された最高人民会議第12期第1回会議で最高人民会議常任委員会委員に選出された。2010年9月28日に開催された朝鮮労働党第3回党代表者会で朝鮮労働党中央委員会委員候補に選出され、2011年12月17日に金正日総書記が死去した際には国家葬儀委員会委員に選ばれた。
2012年3月22日に開催された金日成社会主義青年同盟中央委員会第47回総会で、李を年齢の関係から同委員会第一書記から解任した。

## 参考サイト
북한정보포털
| 先代金経好 | 金日成社会主義青年同盟中央委員会第一書記2012年 - 2017年 | 次代全勇男 |